# Bruno Rossa
Bruno Octávio Rossa (Curitiba, 1º maggio 1984) è un giocatore di calcio a 5 brasiliano naturalizzato italiano.

## Biografia
Anche il fratello Almir Rossa è stato un giocatore di calcio a 5; entrambi hanno raccolto alcune presenze con la Nazionale di calcio a 5 dell'Italia.

## Carriera

### Club
Laterale difensivo che all'occorrenza può ricoprire anche il ruolo di ultimo, ha iniziato in patria giocando con l'Associação Atlética Banco do Brasil, Paraná e Ricardinho Sport. Portato in Italia dal San Paolo Pisa nel 2003, vive le sue stagioni migliori all'inizio della carriera, giocando ininterrottamente in Serie A per otto stagioni e raggiungendo nel 2011 la finale scudetto con la maglia del Pescara. Nelle stagioni seguenti scende di categoria, vincendo una Coppa Italia di Serie A2 con la Fuente e un campionato di Serie B con la Real Dem.

### Nazionale
In possesso della doppia cittadinanza, Rossa ha disputato un incontro con la Nazionale di calcio a 5 dell'Italia, debuttando il 18 gennaio 2006 nell'amichevole giocata contro il Portogallo e conclusosi sul risultato di 1-1.

## Palmarès
- Campionato di Serie B: 1

Real Dem: 2015-16
- Coppa Italia di Serie A2: 1

Fuente: 2013-14